# Henrik Blakskjær
Henrik Blakskjær (født 8. juli 1971) er en dansk sejlsportsmand, der sammen med Thomas Jacobsen var gast i solingen, der med Jesper Bank som skipper vandt guld ved OL 2000 i Sydney. Han er nu økonomichef i Dansk Sejlunion. 

## Sejlkarriere
Blakskjær og Thomas Jacobsen var med i Jesper Banks soling, der i 1997 blev nordiske 
og danske mestre, og de genvandt NM-titlen de to følgende år. Disse tre samt Morten Halkier og Jesper Riise vandt derudover VM i matchrace i ylva-klassen i 1999.
Bank, Blakskjær og Jacobsen repræsenterede Danmark i solingen ved OL 2000, og i fleet racet klarede de sig med nød og næppe videre som nummer 12 af de 16 deltagere til gruppe A i round robin matchracet. Her blev de nummer tre og kom igen på den yderste plads videre til gruppe B i round robin. Denne gang var danskerne bedst og vandt fire af fem matcher og var dermed klar til kvartfinalen. Her blev danskerne delt nummer ét sammen med Tyskland med skipper Jochen Schümann, og i semifinalen besejrede danskerne Norge med 3-1. Finalen blev en taktisk affære mod Tyskland, men danskerne endte med at vinde 4-3 og fik dermed guldet, Tyskland sølv og Norge bronze.
Efter OL stoppede Bank i solingen, og Henrik Blakskjær blev derpå en del af først den svenske America's Cup-satsning, "Victory Challenge", og derpå den tilsvarende tyske, "United Internet Team Germany". Han har siden dyrket windsurfing.

## Øvrige karriere
Blakskjær er uddannet cand.oecon. fra Aarhus Universitet. Han har blandt andet arbejdet ved TDC, inden han i 2012 blev ansat i Dansk Sejlunions administration. Han er nu økonomichef i unionen.